# كاثرين فوستر
كاثرين فوستر (بالإنجليزية: Kathryn Foster)‏ هي مخرجة أمريكية، ولدت في 19 مارس 1964.

## وصلات خارجية
- كاثرين فوستر على موقع IMDb (الإنجليزية)